# Zdzisława Donat
Pour les articles homonymes, voir Donat.
Zdzisława Donat [Dŏnat] (4 juillet 1936, Poznań) est une colorature polonaise.

## Biographie
Elle étudie à le chant à Varsovie et à Sienne où elle suit les cours de Gino Bechi.
Elle fait ses débuts sur scène  en 1964 dans le rôle de Gilda dans Rigoletto puis joue dans des opéras du monde entier à Toulouse, Helsinki, Varsovie, Moscou, Munich, Buenos Aires, Milan (L'Enfant et les Sortilèges), Rome, Prague, Naples, Bruxelles, Vienne (de 1974 à 1979 dans Lucia di Lammermoor, de Donizetti, et dans le rôle de la Reine de la Nuit, de La Flûte enchantée, de Mozart), Salzbourg, Berlin, Hambourg, Londres (dans le même rôle de la Reine de la Nuit à Covent Garden de 1979 à 1983), Paris, Vérone (Opera for Africa 1985), Orange et Japon.
Donat fait sa première apparition aux États-Unis en 1975 au San Francisco Opera comme Reine de la nuit avec Kiri Te Kanawa et Alan Titus. Elle joue en 1981 au Metropolitan Opera dans le même rôle avec Lucia Popp en Pamina. Elle retourne dans cette maison d'opéra en 1987 pour jouer Constanze dans Die Entführung aus dem Serail (« L'Enlèvement au sérail »), de Mozart, production de John Dexter.

## Répertoire
Elle a joué, en tant que Kammersängerin, entre autres dans les rôles suivant : La Flûte enchantée, Don Pasquale, Le Barbier de Séville, La Sonnambula, I Puritani, La Traviata, Falstaff, Un bal masqué, Les Contes d'Hoffmann, Siegfried, Die Entführung aus dem Serail, Le Coq d'or, L'Enfant et les Sortilèges, I Capuleti e i Montecchi, de Vincenzo Bellini, ou King Roger.

## Récompenses
Zdzisława Donat-Pajda remporte le 1er grand prix Femme du Concours international de chant de Toulouse en 1967. Elle est nommée professeur émérite en 2009 de la Frédéric Chopin University of Music.

## Enregistrements
Elle enregistre en 1980 pour RCA le rôle de La Reine de la Nuit dans La Flûte enchantée avec Ileana Cotrubaş, Éric Tappy, Christian Boesch, José van Dam et Martti Talvela, dirigés par James Levine.